# Neville’s Cross-i csata
A Neville’s Cross-i csatát 1346. október 17-én, a második skót háború részeként vívták a skótok és az angolok Durhamtől 800 méterre keletre. A nagyjából 12 ezer főből álló skót sereget II. Dávid skót király vezette, a 6-7 ezres angol had parancsnoka Ralph Neville báró volt. A csata az angol parancsnokról és egy régi keresztről kapta a nevét, amely azon a hegyen állt, ahol a skótok állomásoztak. Az angol győzelemmel végződő csata után Neville új keresztet állíttatott. A skót király fogságba esett, és 11 éven át rab maradt.

## Előzmények
1346-ban kilencedik esztendeje tartott a százéves háború az angolok és franciák között. Augusztus 26-án III. Eduárd angol király megsemmisítő vereséget mért VI. Fülöp francia királyra a crécyi csatában. Az angol uralkodó ezután Calais-hoz vonult, ahol hosszú ostromra rendezkedett be.
A skótok, kihasználva a király távollétét, 1346. október 7-én betörtek az Angol Királyságba. A skótok ezzel teljesítették szövetségesük, VI. Fülöp régi kérését, valamint jó alkalmat láttak a fosztogatásra. A krónikások szerint a skót hadseregben maroknyi francia páncélos is harcolt, akik a nyáron érkeztek a szigetre, valamint sok skót francia fegyvert és páncélt viselt. A had nagyjából 12 ezer főt számlált.
A skót csapatok Carlise-tól északra lépték át a határt. Elkövették azt a hibát, hogy nem vonultak egyenesen a szárazföld belseje felé, mielőtt az angolok megszervezhették volna az ellenállást, hanem felesleges ostromot indítottak Liddell ellen, amely három napig kitartott. A várat védő Sir Walter Selbyt megölték. Ezután a 15 kilométerre délre fekvő Carlisle ellen vonultak, amely megvásárolta a békéjét. A skótok keletre fordultak, hogy kifosszák a Durham közelében álló templomokat és majorságokat. Hexham apátságait három napon át rabolták, majd október 16-án, tíz nappal a háború megindítása után megérkeztek Durhamhez.
Az angol-skót határ angol oldala ugyan nem volt védtelen, de nagyon gyenge volt. Az elmúlt évek skót rablóhadjáratai elnéptelenítették Cumberlandet, Westmorlandet és Northumberlandet. A határ védelméért három ember felelt: Henry Percy báró és Ralph Neville báró, a két állandó parancsnok, valamint William de La Zouche, York érseke. A határ védelmében általában fontos szerepe volt Durham püspökének is, de Thomas Hatfield a Csatorna túlsó partján harcolt a király mellett. Az angolokat nem érte teljesen váratlanul a skót támadás, mert a kémeik jelentettek a készülődésről, így sikerült gyorsan felállítaniuk a sereget a skótok betörése után. A katonák Richmond közelében gyülekeztek, és körülbelül 6-7 ezren lehettek.
Az érsek október 14-én úgy döntött, hogy nem várja meg a délről érkező csapatokat, és kiadta a parancsot az indulásra a Barnard-kastély felé. Innen, három seregtestben, Durhamhez meneteltek. A skót tábor Bearparknál volt. Az angolok érkezését csak október 17-én, a csata napjának hajnalán vették észre. A William Douglas vezette skót fosztogatók Merringtonnál, mintegy kilenc kilométerre Durhamtől délre beleütköztek az angol elővédbe a ködben.
A skótok súlyos veszteséget szenvedtek, és visszavonultak a táborba. Douglas azt javasolta II. Dávidnak, hogy vonuljanak vissza, de a király kiadta a parancsot az indulásra, mert nem hitte, hogy az angolok ilyen rövid idő alatt képesek voltak ütőképes sereget felállítani.

## Az ütközet
Az ütközetre egy hegygerincen került sor, nagyjából 800 méterre Durhamtől nyugatra. A terep nehéz volt a felvonulásra és a manőverezésre, mert árkok és falak szabdalták keresztbe-kasul. Az angolok egy olyan területet foglaltak el, ahol a lapos rész kiszélesedett, így felállíthatták a három seregtestet egymás mellett. Mindkét szárnyat meredek szurdokok védték a megkerüléstől. Erősítette pozíciójukat, hogy a terep, ha enyhén is, de feléjük emelkedett. Az angol balszárnyat Rokeby, a centrumot Neville, a jobbszárnyat Percy irányította. A skótok felállását egy hasadék nehezítette, amely elválasztotta a jobbszárnyat, amely az első csatasor is volt, a másik két seregtesttől. Ez megakadályozta, hogy a teljes skót hadsereg egyszerre tudjon támadni. A jobbszárnyat William Douglas, a centrumot II. Dávid király, a balszárnyat pedig Robert Stewart, March grófja vezette.
A skótok, tanulva korábbi vereségeikből, nem akarták elsietni a támadást, és megvárták, amíg az angolok megközelítik őket. Ezután órákon át nem történt semmi, majd a délután közepén az angol íjászok elkezdték lőni a skót vonalakat. Douglas kénytelen volt támadást indítani Rokeby csapatai ellen. A rohamra induló gyalogosok a terepakadályok miatt nem tudták tartani a formációt, és az íjászok halálos tüzében sokan el sem jutottak az angolokig.
Az angol vonalaknál kézitusa alakult ki, de a támadók nem tudták áttörni a frontot. A másik két skót seregtest is elérte az angolokat, és sikerült hátrébb nyomniuk őket. Az angolok ekkor harcba indították a jobbszárnyon a tartalékban tartott lovasság egy részét, amelynek segítségével visszaszorították a skótokat, és ismét stabilizálták a vonalakat. Ezt követően a lovasok az egész fronton támadásba mentek át, és megfutamították a skótok szárnyait. A skót centrumot az angolok körbevették, de az három órán kitartott, és csak akkor adták meg magukat a katonák, amikor újabb angol erősítés érkezett Lord Lucy vezetésével. II. Dávid arcát megsebezte egy nyíl, megpróbált elmenekülni, de elfogták.

## Következmények
A skótok egy nap alatt szinte összes vezetőjüket és sok tapasztalt katonájukat elvesztették. Elesett John Randolph, Moray grófja, a legfőbb skót katonai parancsnokok és a skót kamarás. Fogságba került a legtapasztaltabb gerillaháborús parancsnok, William Douglas. A fontos foglyokat az angolok összegyűjtötték, és a Londoni Tower-be szállították, ahonnan csak a tanács engedélyével lehetett kiváltani őket. Ez kedvezőtlenül érintette azokat, akik a skót nemeseket elfogták, hiszen saját tulajdonuknak tekintették a foglyokat, akikért váltságdíjat kérhetnek. Több foglyot ezért fogva tartóik elrejtettek a király hatóságai elől. III. Eduárd kárpótlásra tett ígéretet, nehogy a skót vezérek ismét szabadlábra kerüljenek. A II. Dávidot foglyul ejtő férfi évi 500 font juttatást kapott.